# Sidi Ameur
Sidi Ameur (em árabe: سيدي عامر) é um município localizado na província de El Bayadh, Argélia. Segundo o censo de 2008, a população total do município era de 3 634 habitantes.